# 盖伊·达格代尔
盖伊·达格代尔（英語：Guy Dugdale，1905年4月9日—1982年9月4日），英国男子雪车运动员。他曾代表英国参加1936年冬季奥林匹克运动会雪车比赛，联同弗雷德里克·麦克沃伊、James Cardno和查尔斯·格林获得男子四人铜牌。